# Línea 38 (Dbus)
La línea 38 de Dbus es una línea de autobús "de barrio" operada con un microbús, para poder acceder a calles más estrechas.
Se trata de la línea con horario regular y funcionamiento durante todo el año con menos usuarios de la red. También es la línea que más tramos tiene fuera del municipio de San Sebastián. En Trintxerpe, distrito del municipio de Pasajes limítrofe con San Sebastián, tenía en el pasado parada únicamente en la calle Azkuene ya que esta pertenece al municipio de San Sebastián. Actualmente en dicho distrito esta línea ha fusionado sus paradas con la línea E08 de Lurraldebus, parando también en el municipio de Pasajes.

## Paradas

### Hacia Molinao Gaina
- Pasai San Pedro 49
- Pasai San Pedro 25
- Juan XXIII 14
- Elosegi 111 13 27
- Elosegi 127 13 27
- San Luis
- Txingurri 8
- Larratxo 11
- Larratxo 20
- Larratxo I 13 33
- Bianka 13 24
- Lauaizeta 33 13 24
- Altza 55 13 24
- Elizasu 13
- Larratxo 94 13 24
- Larratxo 98 13
- Arriberri 13 24
- Oleta 13
- Darieta 13
- Buenavista - Casares 13
- Eskalantegi 15
- Eskalantegi 58
- Molinao Plaza I
- Molinao Gaina

### Hacia Pasai San Pedro 49
- Molinao Gaina
- Molinao Plaza II
- Eskalantegi 58
- Darieta 141
- Darieta 13
- Polikiroldegia
- Santa Barbara 13 27 31
- Ambulatorio de Altza 13
- Nerecan 13 27 31
- San Martzial 13 27 31
- Martillun 13 27 31
- Larratxo 46 13 24 27 31 33
- Larratxo III 24 27 31
- Txingurri 29
- Txingurri 7
- Herrera 13 24
- Gaiztarro 13 24
- Pasai San Pedro - Bidebieta
- Euskadi Etorbidea 5
- Euskadi Etorbidea 25
- Anbulategia
- Gran Sol
- Bordaenea
- Oiartzun 8
- Ulia 25
- Azkuene 35
- Plaza Azkuene
- Pasai San Pedro 49